# Carrollton (Ohio)
Carrollton è una località degli Stati Uniti d'America, capoluogo della contea di Carroll, nello Stato dell'Ohio.